# Bula (Gwinea Bissau)
Bula – miasto w Gwinei Bissau, w regionie Cacheu.